# Takasaki
 Takasaki  (Japans: 高崎市, Takasaki-shi) is een stad in de Japanse prefectuur Gunma. Op 1 juni 2009 had de stad een geschatte bevolking van 368.431 inwoners en een bevolkingsdichtheid van 756 inwoners per km². De totale oppervlakte van deze stad is 487,35 km². De stad is bekend als de thuishaven van de darumapoppen.

## Geografie
Takasaki wordt begrensd door Annaka, Maebashi , Fujioka , Shibukawa, Shinto, Kanra, Tamamura, Naganohara en Higashiagatsuma in de prefectuur Gunma. Takasaki grenst tevens aan de gemeente Karuizawa in de prefectuur Nagano en aan de gemeente Kamisato in de prefectuur Saitama. In de omgeving van Takaski liggen de stratovulkanen Akagi (赤城山 Akagi-yama), Haruna (榛名山, Haruna-san) en de berg Myōgi (妙義山, Myōgi-san). De rivieren Tonegawa, Karasugawa en Usuigawa stromen door de stad .

## Geschiedenis
- Takasaki werd op 1 april 1900 een stad (shi).
- Op 1 april 2001 kreeg Takasaki het statuut van speciale stad van Japan (特例市, tokurei-shi).
- Op 23 januari 2006 werden de gemeenten Gunma, Kurabuchi en Misato van het District Gunma en de gemeente Shin van het District Tano aangehecht bij de stad Takasaki.
- Op 1 oktober 2006 werd de gemeente Haruna van het District Gunma aangehecht bij de stad Takasaki. Het District Gunma verdween door deze fusie.
- Op 1 juni 2009 werd de gemeente Yoshii (District Tano) aangehecht bij de stad Takasaki.[1][2] Door deze fusies voldoet Takasaki aan de voorwaarden om het statuut van kernstad (中核市, chūkaku-shi) te verkrijgen.
- Op 1 april 2011 Takasaki verkreeg het statuut van kernstad.

## Bezienswaardigheden
- Het Museum van Moderne Kunst van de prefectuur Gunma (群馬県立近代美術館,Gunma-ken Ritsukindai Bijutsukan; Engels: Museum of Modern Art, Gunma )[3]
- Museum van Takasaki (高崎市美術館, Takasaki-shi Bijutsukan）
- Het Torenmuseum van Takasaki (高崎市タワー美術館, Takasaki-shi Tawā Bijutsukan)
- Kasteel van Takasaki (Takasaki-jō)
- Daruma-ji , een tempel van de Ōbaku-school
- Kasteel van Minowa (箕輪城 , Minowa-jō)
- Kokubun-ji, een provinciale tempel
- Het meer van Haruna (榛名湖) op de top van de vulkaan Haruna
- Haruna-schrijn (榛名神社) , een shintoschrijn
- De vulkaan Haruna
- De dōsojin (道祖神), shinto-godheden

## Geboren in Takasaki
- Takeo Fukuda (1905-1995), minister-president van Japan (1976-1978)
- Yasuhiro Nakasone (1918-2019), minister-president van Japan (1982-1987)
- Yasuo Fukuda (1936), minister-president van Japan (2007-2008), zoon van Takeo Fukuda
- Hirofumi Nakasone (1945), politicus, zoon van Yasuhiro Nakasone

## Verkeer

### Trein
Takasaki is het belangrijkste transportknooppunt van de prefectuur Gunma. Het hoofdstation van de stad is Station Takasaki.
Het gebied wordt bediend door de :
- East Japan Railway Company (JR East):

■ Jōetsu Shinkansen - Nagano Shinkansen (Hokuriku Shinkansen) : Station Takasaki
■ Takasaki-lijn : Station Takasaki -Station Kuragano – Station Shinmachi
■ Joetsu-lijn : Station Takasaki -Station Takasakitonyamachi – Station Ino
■ Shinetsu-lijn : Station Takasaki -Station Kita-Takasaki - Station Gunmayawata
■ Hachikō-lijn : Station Takasaki
- Jōshin Dentetsu

■ Jōshin-lijn: Station Takasaki -Station Minami-Takasaki - Station Negoya - Station Takasaki-shi jokadaigakumae- Station Yamana - Station Nishi- Yamana
- Tanigawadake Kabelbaan

### Bus
- Gunma Bus
- Jōshin Dentetsu
- Daiichi Kotsu Sangyo

Expresbussen
- Nippon Chuo Bus
- Kanetsuko Utsū
- Niigata Kotsu
- Chiba Kotsu
- Tōkyō Kūkō kōtsū, Airport Service

### Weg

#### Autosnelweg
- Kanetsu-autosnelweg
  - afrit Maebashi
  - afrit Takasaki
  - Knooppunt Takasaki
- Kita-Kanto-autosnelweg
  - Knooppunt Takasaki

#### Autoweg
Takasaki ligt aan de volgende autowegen :
- Autoweg 17
- Autoweg 18
- Autoweg 354
- Autoweg 406

#### Prefecturale weg
Takasaki ligt aan de prefecturale wegen 6,10,12, 13, 24, 25, 26, 27,28, 29, 31, 33, 40, 48, 49, 54 en 71.

## Partnersteden
Takasaki heeft een stedenband met :
- Higashikurume, Tokio
- Battle Creek (Michigan), Verenigde Staten
- Santo André, São Paulo, Brazilië
- Chengde, Volksrepubliek China
- Pilsen, Tsjechië
- Muntinlupa City, Filipijnen

## Aangrenzende steden
- Maebashi
- Annaka
- Fujioka
- Shibukawa